# Serramakreel
De Serramakreel (Scomberomorus brasiliensis) is een straalvinnige vis uit de familie van makrelen (Scombridae) en behoort derhalve tot de orde van baarsachtigen (Perciformes). De vis kan maximaal 125 cm lang en 6710 gram zwaar worden.

## Leefomgeving
De serramakreel is een zoutwatervis. De vis prefereert een tropisch klimaat en leeft hoofdzakelijk in de Atlantische Oceaan.

## Relatie tot de mens
De Serramakreel is voor de visserij van aanzienlijk commercieel belang. In de hengelsport wordt er weinig op de vis gejaagd.